# 가셈 레자에이
가셈 레자에이(페르시아어: قاسم رضايى,‎ 1985년 8월 18일~)는 이란의 레슬링 선수이다. 2012년 하계 올림픽 그레코로만형 헤비급에서 금메달을 획득했으며, 2016년 하계 올림픽 그레코로만형 헤비급 동메달을 획득했다.